# Garcinia thorelii
Garcinia thorelii är en tvåhjärtbladig växtart som beskrevs av Jean Baptiste Louis Pierre. Garcinia thorelii ingår i släktet Garcinia och familjen Clusiaceae. Inga underarter finns listade i Catalogue of Life.